# 洞房結節

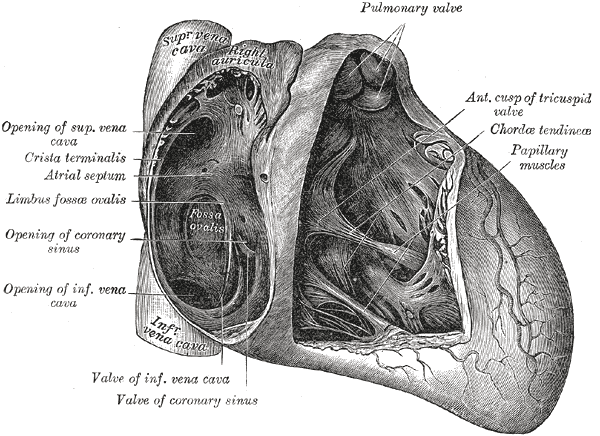
心臓の内部図。洞結節の名称はないが、その領域はcrista terminalis（分界稜）付近に見ることができる。

洞房結節（どうぼうけっせつ、ラテン語: nodus sinuatrialis、英語: Sinoatrial node, 洞結節）は、心臓の右心房付近にあるペースメーカーの役目をする部分。発見者の名前からキース・フラック結節（Keith-Flack node）とも呼ばれる。70回/分のリズムを作る刺激伝導系の初端であり、生理的な心臓の収縮を指令する。その後刺激は房室結節へと伝わる。

## 伝達経路
洞房結節により惹起した興奮は左右の心房筋に伝播され、結節間路を通って房室結節に到達する。ついで房室結節からヒス束に入り、心室中隔上部において左右の脚に分枝し、左右の心室の心内膜下に存在するプルキンエ繊維を経て心室筋に伝播される。洞房結節から房室結節に達するまでに3つの伝導路があり、それぞれ前結節間路、中結節間路、後結節間路という。左心房へは、前結節間路より分かれたバッハマン束により洞房結節の興奮が伝えられている。

## 参考
- 刺激伝達系（循環器用語ハンドブック）